# Copa Real Federación Española de Fútbol 1994-95
La Copa Real Federación Española de Fútbol 1994-95 es la 2.ª edición de dicha competición española. Se disputa en dos fases, una entre equipos de la misma comunidad autónoma entre septiembre y noviembre dependiendo de la autonomía. La segunda fase es la fase nacional, en la que los campeones de cada comunidad se enfrentan a equipos eliminados de las primeras rondas de la Copa del Rey. La UD Las Palmas "B" se proclamó campeón de esta edición. En esta competición, a diferencia de la Copa del Rey, pueden participar los filiales de los equipos siempre que no participe también el primer equipo.

## Fase nacional

### Octavos de final
| Equipo 1     | Agr. | Equipo 2     | Ida | Vuelta |
| ------------ | ---- | ------------ | --- | ------ |
| Zamora       | 1–2  | Parla        | 0–0 | 1–2    |
| Calahorra    | 1–3  | Aurrerá      | 0–1 | 1–2    |
| Siero        | 2–6  | Racing B     | 1–2 | 1–4    |
| Huesca       | 2–3  | Balaguer     | 1–1 | 1–2    |
| Puertollano  | 5–4  | Maracena     | 3–1 | 2–3    |
| Las Palmas B | 9–0  | Betanzos     | 5–0 | 4–0    |
| Jerez        | 3–4  | Los Palacios | 3–1 | 0–3    |
| Mallorca B   | 1–3  | Onda         | 0–2 | 1–1    |

### Cuartos de final
| Equipo 1     | Agr. | Equipo 2     | Ida | Vuelta |
| ------------ | ---- | ------------ | --- | ------ |
| Parla        | 3–5  | Puertollano  | 1–1 | 2–4    |
| Las Palmas B | 4–1  | Los Palacios | 3–1 | 1–0    |
| Aurrerá      | 0–6  | Racing B     | 0–2 | 0–4    |
| Onda         | 1–6  | Balaguer     | 1–4 | 0–2    |

### Semifinales
| Equipo 1    | Agr. | Equipo 2     | Ida | Vuelta |
| ----------- | ---- | ------------ | --- | ------ |
| Puertollano | 1–3  | Las Palmas B | 1–0 | 0–3    |
| Racing B    | 1–3  | Balaguer     | 1–1 | 0–2    |

### Final
| Equipo 1     | Agr. | Equipo 2 | Ida | Vuelta |
| ------------ | ---- | -------- | --- | ------ |
| Las Palmas B | 4–1  | Balaguer | 1–0 | 3–1    |

## Campeón
|                                     |
| Campeón                             |
|                                     |
| Unión Deportiva Las Palmas Atlético |
|                                     |
| 1.º título                          |